# AntiX
antiX je lagana Linux distribucija zasnovana na Debianu, namenjena računarima sa slabijim hardverom. Ne koristi systemd kao init sistem, već omogućava izbor između SysVinit i Runit.
Ima mogućnost instaliranja paketa putem apt-get sistema za instalaciju paketa i repozitorijuma kompatibilnih sa Debianom.
Poznat je po tome da može da radi na jako starim računarima. Minimalni zahtevi za rad su 256 MB RAM, dok uz ograničene funkcionalnosti može da radi čak i na 128 MB.
Ideja za stvaranje Linux distribucije koja bi značajno produžila vek trajanja računara i smanjila potebu za kupovinom novih računara, može se povezati sa antikapitalističkim stavovima njenih tvoraca.

## Menadžeri prozora i desktop okruženje
antiX dolazi sa minimalnim desktop okruženjem koje koristi IceWM kao podrazumevani menadžer prozora, uz ROX-Filer ili ZzzFM kao menadžere datoteka.
Postoje tri opcije u zavisnosti od preferencija korisnika:
- Laki setup: IceWM + ROX-Filer ili ZzzFM
- Minimalistički setup: Fluxbox + ROX-Filer ili ZzzFM
- Ekstremno lagani setup: JWM + ROX-Filer ili ZzzFM

## Verzije antiX-a
antiX je dostupan za 32-bitne i 64-bitne sisteme u četiri verzije:
- Full (1.7 GB) – Dolazi sa svim menadžerima prozora, LibreOffice paketom i installerom za dodatne aplikacije.[6]
- Base (1 GB) – Uključuje osnovni sistem sa svim menadžerima prozora, ali bez dodatnih aplikacija.[6]
- Core (520 MB) – Minimalna instalacija bez grafičkog okruženja, omogućava korisniku potpunu kontrolu nad podešavanjima.[6]
- Net (220 MB) – Još lakša verzija bez grafičkog okruženja, pogodna za prilagođene instalacije preko mreže.[6]

## Razvoj i povezanost sa MX Linuxom
Od 2014. godine, antiX tim sarađuje sa bivšim razvojnim timom MEPIS-a, što je rezultiralo nastankom MX Linux-a, popularne distribucije bazirane na Debian Stable sa Xfce desktop okruženjem.